# 吉布提光明城
吉布提光明城（Al Noor City）是一个即将开始的巨型工程，计划在15年内将会有2000亿美元的资金被用来建设一座跨越红海的大桥。